# Hans Mauer

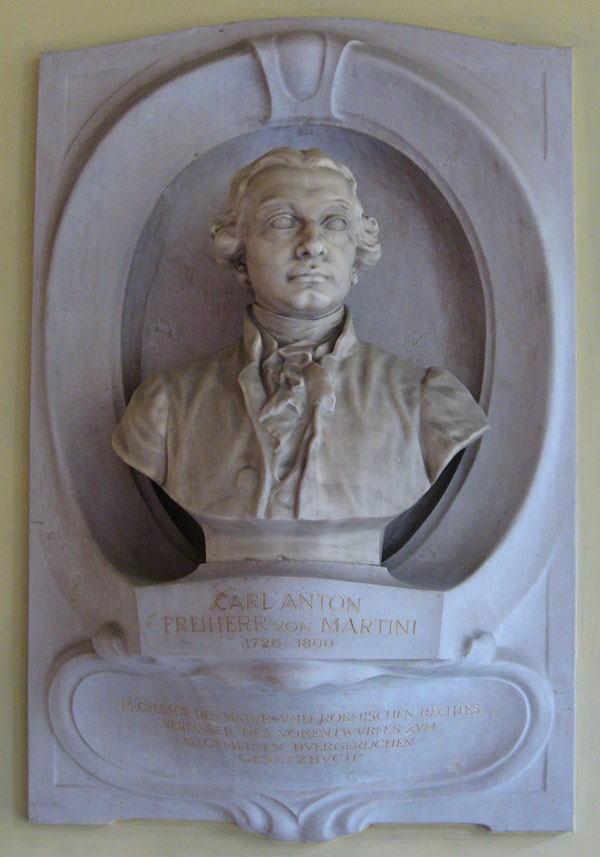
Porträtbüste von Hans Mauer, Karl Anton von Martini, Universität Wien

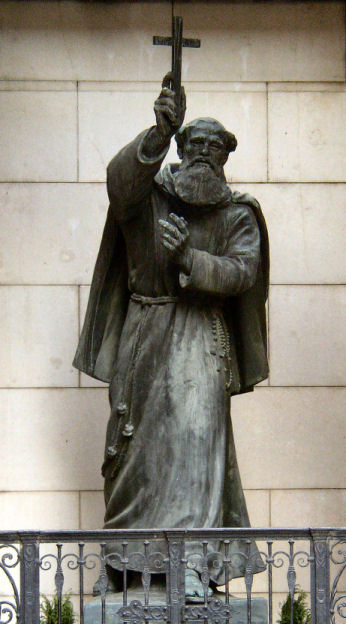
Denkmal des Marco d’Aviano, Kapuzinerkirche Wien

Hans Mauer (* 28. Februar 1879 in Wien; † 1962 ebenda) war ein österreichischer Bildhauer.

## Leben
Bereits während der Schulzeit begann Mauer in Holz zu schnitzen. Mit 15 modellierte er aus Wachs das Abbild eines Wanderburschen, das in der Jubiläumsausstellung 1894 (Wiener Rotunde) in der Abteilung Jugend einen Ehrenplatz erhielt.
Hans Mauer begann seine Ausbildung zum Bildhauer an der Wiener Staatsgewerbeschule, wo der berühmte Architekt und Städteplaner Camillo Sitte sein Lehrer war. In den Jahren von 1901 bis 1909 studierte Mauer dann an der Wiener Akademie der bildenden Künste, wo er von ebenso bekannten Lehrern unterrichtet wurden, nämlich Edmund von Hellmer, Hans Bitterlich, Carl Kundmann und Caspar von Zumbusch. Weiß die kunsthistorische Forschung über die Biografie des Hans Mauer noch relativ wenig, so sind seine Werke, die heute noch erhalten sind, umso bekannter und präsenter, wie z. B. das Denkmal des Marco d’Aviano vor der Wiener Kapuzinerkirche. Bildnisbüsten namhafter Persönlichkeiten, wie jene von Kaiser Karl I., Kaiserin Zita, Prinzessin Adelheid und Feldmarschall Hermann Kövess von Kövesshaza waren seine Spezialität. So zieren gleich zwei Porträtbüsten von seiner Hand den Ehrenhof der Universität Wien, nämlich jene des Philosophen und Psychologen Friedrich Jodl und jene des Juristen und Rechtsphilosophen Karl Anton Freiherr von Martini. 
Sein Atelier hatte Mauer in der Währinger Straße 5–7 im 9. Wiener Gemeindebezirk, dort schuf er auch sein berühmtestes Werk, nämlich das Denkmal für Marco d’Aviano. Aber nicht nur in seiner Heimatstadt Wien, sondern vor allem auch in Baden bei Wien sind seine Werke präsent, wie etwa die Herme des Ludwig van Beethoven im Park vor dem Sauerhof, eine Lanner-Strauss-Gruppe für den dortigen Kurpark oder das Komzak-Schreiber-Ziehrer-Denkmal ebendort. Hans Mauer, der 1956 noch in Wien lebte, hielt sich mehrfach in Italien auf.

## Werke (Auszug)
- Porträtbüste Franz Schubert, 1907, Graz (erster Preis eines Wettbewerbs)[1]
- Porträtbüste Joseph Haydn, 1909, für die Zentenarfeier Haydns, Verbleib unbekannt
- Denkmal Lanner-Strauss-Gruppe, 1912, Baden bei Wien, Kurpark[6]
- Porträtbüste Feldmarschall Hermann von Kövess von Kövesshaza, 1916, Bronzehohlguss, 20 × 23 × 29 cm, Heeresgeschichtliches Museum, Wien
- Porträtbüste Joseph Lewinsky, Burgtheater, Wien
- Porträtbüste Ludwig van Beethoven, 1927, Baden bei Wien, Sauerhof
- Statue Marco d’Aviano, 1935, Bronzehohlguss, Kapuzinerkirche Wien
- Porträtbüste Karl Anton von Martini, Freiherr zu Wasserberg, Universität Wien, Ehrenhof
- Porträtbüste Friedrich Jodl, Universität Wien, Ehrenhof